# Stahlhelm-Putsch

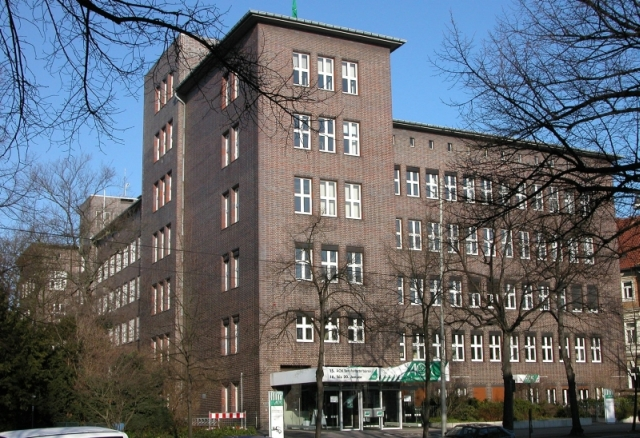
Der Schauplatz des Stahlhelm-Putsches vom 27. März 1933 in Braunschweig: das AOK-Gebäude

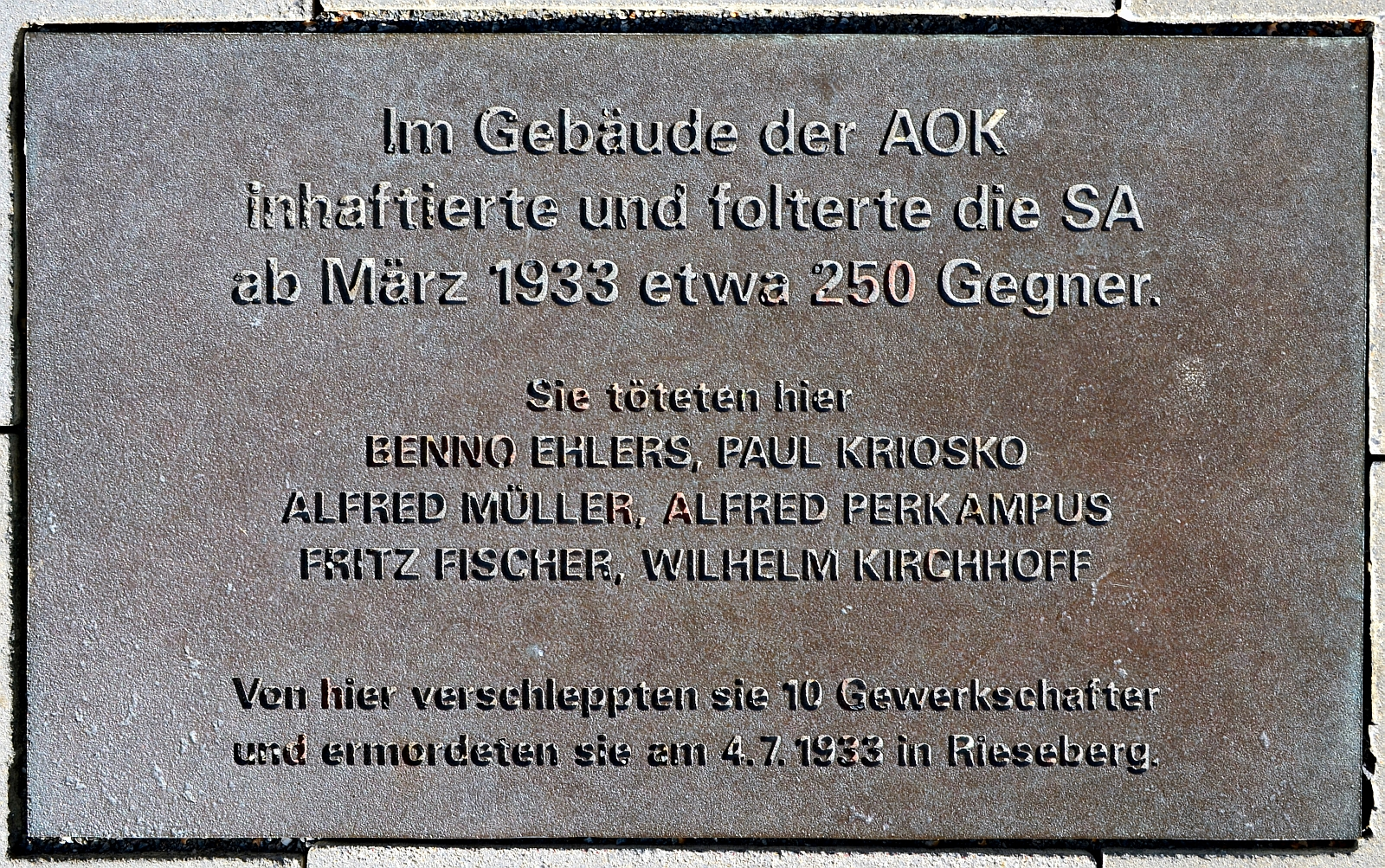
Gedenktafel vor dem AOK-Gebäude für die Opfer des Stahlhelm-Putsches

Das von der Führung der NSDAP im Freistaat Braunschweig als Stahlhelm-Putsch bezeichnete, allgemein Stahlhelm-Aktion oder Stahlhelm-Konflikt genannte Ereignis fand am Montag, dem 27. März 1933, in Braunschweig statt. Unter Führung des der NSDAP angehörenden Innenministers und späteren Ministerpräsidenten des Landes Braunschweig, Dietrich Klagges, gelang es den dortigen Nationalsozialisten, den rechtsnationalen Stahlhelm, Bund der Frontsoldaten (Stahlhelm), in Stadt und Land Braunschweig kurzfristig zu verbieten und dauerhaft zu entwaffnen. Das Ereignis, „eine der größten Gewaltorgien, die je in Braunschweig ablief“, fand durch entsprechend lancierte und tendenziöse Berichterstattung in der gleichgeschalteten Presse umgehend reichsweite Beachtung, wobei der Widerstand des Braunschweiger Stahlhelms als ein außergewöhnlicher Vorfall im gesamten Deutschen Reich anzusehen ist.
Durch massive politische Einflussnahme und Pressezensur seitens des NS-Regimes gelang es Innenminister Klagges, die öffentliche Meinung dahingehend zu manipulieren, dass große Teile der Bevölkerung tatsächlich glaubten, dass es sich bei den Geschehnissen um einen versuchten Staatsstreich des als politische Konkurrenz betrachteten Stahlhelm-Bundes gegen die amtierende Reichsregierung unter Adolf Hitler handele. Die von den Nationalsozialisten kontrollierte Presse verbreitete diese Darstellung. Dennoch wurde schnell deutlich, dass es sich nicht um einen „Staatsstreich“ im eigentlichen Sinne gehandelt hatte. Am 30. März, nur drei Tage nach den Braunschweiger Ereignissen, schrieb Victor Klemperer in sein Tagebuch: „[…] Es herrscht das Gefühl vor (zumal da eben der Stahlhelmaufruhr in Braunschweig gespielt und sofort vertuscht worden), daß diese Schreckensherrschaft kaum lange dauern, uns aber im Sturz begraben werde […].“

## Vorgeschichte

### Reichsbanner-Verbot
In den Wochen, die auf die Machtergreifung am 30. Januar 1933 folgten, erhöhten die Nationalsozialisten nach und nach den Druck auf ihre politischen Gegner, indem sie beispielsweise deren Vereine und politische Vereinigungen willkürlich oder gezielt mit Repressalien aller Art überzogen. So wurde am 9. März 1933 auch das SPD-dominierte Reichsbanner Schwarz-Rot-Gold – kurz Reichsbanner genannt – verboten. Im Vorfeld dieses Verbots waren Reichsbanner-Mitglieder bereits systematisch verfolgt, in Konzentrationslager deportiert und gefoltert worden. Viele Reichsbanner-Mitglieder suchten deshalb nach einer Möglichkeit, der Verfolgung durch die neue Regierung zu entkommen, und da viele von ihnen – aufgrund ihrer Reichsbanner-Zugehörigkeit – arbeitslos waren, hofften sie, durch den Eintritt in den Stahlhelm neue Arbeit zu bekommen.
Matthias Theisen, Funktionär in der Braunschweiger SPD, war selbst erst am 25. März 1933 von SS-Angehörigen derart zusammengeschlagen worden, dass er seinen Verletzungen am 10. April 1933 erlag, nicht ohne jedoch zuvor Gau-Jugendführer des Reichsbanners Hans Hedermann zu raten, einen „Ausweg“ für Reichsbanner-Mitglieder zu suchen. In Braunschweig schien der Übertritt zum Stahlhelm für viele das kleinere Übel zu sein und damit diesen Ausweg zu bieten, nämlich der Zwangsaufnahme in NS-Organisationen zu entgehen.

### Rivalität zwischen Stahlhelm und NS-Organisationen in Braunschweig
Anfang 1933 zählte der Braunschweiger Stahlhelm ungefähr 400 Mitglieder, während etwa 3000 Personen NS-Organisationen angehörten. Die Spannungen zwischen beiden Parteien waren ständig gewachsen, da ein Teil der Stahlhelm-Mitglieder seine politische Position bzw. Eigenständigkeit durch die SA und andere NS-Vereinigungen gefährdet sah. Es wurde deshalb versucht, die Mitgliederzahl des Stahlhelms zu erhöhen, um das erhebliche zahlenmäßige Ungleichgewicht abzumildern.

### Absprache zwischen Reichsbanner und Stahlhelm
Zwischen führenden Angehörigen des verbotenen Reichsbanners und führenden Mitgliedern des Stahlhelms, unter ihnen Werner Schrader, Oberlehrer in Wolfenbüttel und seit 6. März 1927 Stahlhelm-Landesführer im Freistaat Braunschweig, wurde vereinbart, ehemaligen Reichsbanner-Mitgliedern die Möglichkeit zum Eintritt in den Braunschweiger Stahlhelm zu gewähren, auch der Gau-Führer des Stahlhelms Braunschweig-Stadt Nowack war dabei. Hedermann rechnete mit etwa 180 Wechselwilligen. Um zu vermeiden, dass die Aktion von den Nationalsozialisten als „Provokation“ angesehen werden konnte, wurde zwischen Reichsbanner- und Stahlhelm-Führung vereinbart, die Eintrittswilligen einzeln zu registrieren und einer individuellen Prüfung zu unterziehen. Der stellvertretende braunschweigische Polizeipräsident Schneider wurde über das Vorhaben noch am 27. März telefonisch informiert.

### Brief Schraders an Duesterberg
Werner Schrader wollte die Reichsbanner-Leute ab dem 27. März 1933 in den Räumen der AOK am Fallersleber Tor aufnehmen. Das Gebäude hatte sich der Stahlhelm selbst als „Kaserne“ verschafft, indem Stahlhelm-Gau-Führer Nowack es einfach besetzte und die Krankenkassenmitarbeiter vertrieb. Am 20. März, noch vor der Verabschiedung des Ermächtigungsgesetzes (Reichsgesetzblatt vom 24. März 1933), schrieb Schrader unter Umgehung Franz Seldtes, des ersten Bundesführers des Stahlhelms, den er für zu nachgiebig und kompromissbereit gegenüber dem Regime hielt, einen entsprechenden Brief an Theodor Duesterberg, den zweiten Bundesführer, in dem er dazu aufforderte, angesichts der Tatsache, dass die wichtigsten politischen Ämter bereits von Nationalsozialisten besetzt seien, nunmehr eine entschlossenere Haltung ihnen gegenüber einzunehmen, um sich nicht überrumpeln zu lassen und um zu verhindern, dass der Stahlhelm politisch weiter geschwächt würde. Schrader schrieb unter anderem, er werde „Druck auf die Nationalsozialisten“ ausüben, um zu „verhindern, daß die schwarz-weiß-rote Kampffront von den Nationalsozialisten überrannt wird … Der NSDAP gegenüber hilft nur äußerste Frechheit.“ Er habe zu diesem Zwecke bereits Kontakt zum braunschweigischen Ministerpräsidenten und gleichzeitigen Finanz- und Justizminister Werner Küchenthal (DNVP) aufgenommen, um ihn der (paramilitärischen) Unterstützung durch den Stahlhelm gegenüber der NSDAP zu versichern. Des Weiteren schrieb er: „Meine tiefste Sorge ist ja die, daß wir in der nächsten Zeit zermahlen und überrannt werden von der NSDAP, und das wäre mir an und für sich ganz gleichgültig, wenn ich wüßte, daß die NSDAP allein in der Lage wäre, das Vaterland zu retten. Ich weiß aber, daß die NSDAP dazu nicht in der Lage ist. Versagt der Stahlhelm jetzt, dann ist die günstige Zukunft ernstlich in Frage gestellt.“

## Der „Putsch“
Etwa 3000 bis 4000 Personen, nach anderen Quellen zwischen 500 und etwa 1300, unter ihnen Kommunisten, Sozialdemokraten, Gewerkschafter und andere, trafen sich am Abend des 27. März gegen 20:15 Uhr am Fallersleber Tor, um sich im dortigen AOK-Gebäude als neue Stahlhelm-Mitglieder registrieren zu lassen. Zahlreiche Männer wurden dabei von ihren Frauen begleitet. Das Vorhaben wurde der braunschweigischen NS-Führung unter Innenminister Klagges jedoch bekannt, woraufhin dieser zusammen mit SS-Führer Friedrich Alpers sowie dem Kommandeur der braunschweigischen Schutzpolizei, Oberstleutnant Herbert Selle, einen Überfall von SS und SA-Hilfspolizei auf das AOK-Gebäude und die dort anwesenden Personen organisierte. Klagges nahm angeblich an, dass die nationalkonservative bewaffnete Stahlhelm-Hilfspolizei durch Hunderte von ehemaligen linken Reichsbanner-Mitgliedern unterwandert zu werden drohte, was „erhebliche Gefahren für den Erfolg der nationalen Erhebung“ hätte.
Angesichts der viel zahlreicher als erwartet erschienenen Menschenmenge und nachdem sich bereits etwa 1000 Personen hatten registrieren lassen, gab der vor Ort verantwortliche Stahlhelm-Führer den Befehl, dass alle Personen das AOK-Gebäude zu verlassen hätten. Noch bevor allerdings der Befehl ausgeführt werden konnte, marschierten bewaffnete SA- und SS-Einheiten, begleitet von regulärer Polizei, die wegen der „drohenden Putschgefahr“ entsandt worden war, auf und griffen unter Einsatz von Schlagstöcken und Schusswaffen sowohl die Personen als auch das Gebäude an, wobei es zahlreiche Verletzte gab. SS und Polizei trieben die Menschen aus dem Gebäude, während die SA-Hilfspolizei sie vor dem AOK-Haus wiederum durch Schlagstockeinsatz und Schüsse in das Gebäude zurücktrieb, wodurch es zu einer Panik kam. Im Gegensatz zu den alten Stahlhelm-Mitgliedern, denen zwar die Weltkriegsorden abgerissen wurden, die ansonsten aber weitestgehend unbehelligt blieben, wurden die ehemaligen Reichsbanner-Mitglieder von SS und SA bis zu 30 Stunden lang schwer misshandelt, sodass die Krankenhäuser bald überfüllt waren. Insgesamt wurden ungefähr 1400 Personen festgenommen, die größtenteils unter widrigen Bedingungen (große Räume, dicht belegt, ohne Tageslicht, wenig Verpflegung) unter anderem im Kellergeschoss des nun von der SA besetzten AOK-Gebäudes gefangengehalten wurden. Viele der sogenannten „Schutzhäftlinge“ wurden von der SA schwer misshandelt.

## Politische und juristische Nachwirkungen
Die von den Nationalsozialisten kontrollierte Braunschweigische Landeszeitung deklarierte die Ereignisse am folgenden Tag auf ihrer Titelseite als „gegenrevolutionären Anschlag“ seitens des Stahlhelms. Innenminister Klagges rechtfertigte das Vorgehen, indem er dem Stahlhelm einen Putschversuch gegen die Regierung unterstellte – eine Version, die von der NS-kontrollierten deutschen Presse aufgenommen und weiterverbreitet wurde. Am 28. März löste Klagges den Stahlhelm im Freistaat Braunschweig auf und ließ sämtliche Funktionäre, unter ihnen Werner Schrader, im Zuchthaus Wolfenbüttel inhaftieren. Darüber hinaus ließ er die Stahlhelm-Hilfspolizei im gesamten Freistaat entwaffnen, entzog ihr den Status einer Hilfspolizei und übergab das AOK-Gebäude an die SA-Hilfspolizei, die es als Hauptquartier und Schutzhaftgefängnis nutzte. Darüber hinaus verbot Klagges in der Folge mehrfach Umzüge des Stahlhelms.
Auf Seiten der Braunschweiger Stahlhelm-Mitglieder führten die Ereignisse zu einer intensivierten Oppositionshaltung gegenüber dem NS-Regime und seinen Repräsentanten. Während sich im Deutschen Reich erste Stahlhelm-Gruppen bereits im Sommer 1933 auflösten, war dies in der Stadt und im Freistaat Braunschweig anders – so wurden beispielsweise Geschäfte von SA-Angehörigen vom Stahlhelm boykottiert. Auch von Seiten der SA wuchsen die Spannungen: So erschoss ein SA-Mann im Mai ein Stahlhelm-Mitglied auf offener Straße während eines Umzugs. Klagges bewertete die Tat als in „knabenhaftem Leichtsinne“ begangen und ließ den Schützen für einige Tage inhaftieren, um ihn anschließend ohne weitere Strafe wieder auf freien Fuß zu setzen.

### Gespräch Seldte – Klagges

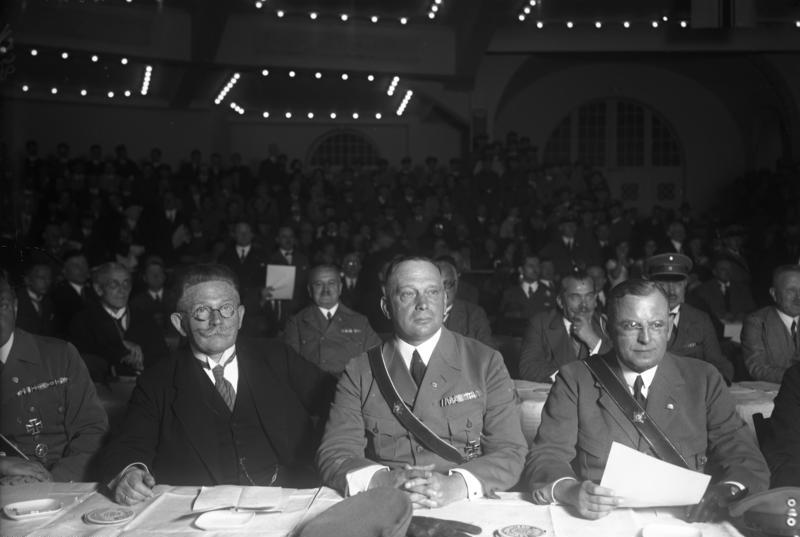
Hugenberg (links), von Stephani (Mitte) und Seldte (rechts) bei einer Kundgebung anlässlich des Volksbegehrens gegen die Annahme des Young-Plans 1929 im Berliner Sportpalast

Die Nachricht von den Geschehnissen in Braunschweig schlug im restlichen Reich wie eine Bombe ein und löste in Berlin hektische Betriebsamkeit aus. Stahlhelm-Führer Franz Seldte, gleichzeitig Reichsarbeitsminister, verlangte das sofortige Eingreifen Hitlers, der aber gerade in München war. Nach Rücksprache mit Hermann Göring machte sich Seldte zusammen mit Franz von Stephani, dem Berliner Stahlhelm-Führer und Vertrauten Görings, umgehend per Flugzeug nach Braunschweig auf, um mit Klagges die Lage zu erörtern.
Die Besprechung am Nachmittag des 28. März 1933 führte zu folgenden Ergebnissen: Die Stahlhelm-Bundesführung leitete mit sofortiger Wirkung disziplinarische Maßnahmen gegen die Landesführung im Freistaat ein; die von der Landesregierung ergriffenen Maßnahmen seitens der Reichsregierung wurden als legitim anerkannt; das von Klagges zuvor ausgesprochene Verbot des Stahlhelms zum 1. April wurde wieder aufgehoben, und die am 27. März inhaftierten Stahlhelm-Führer kamen wieder frei – wobei die letzten, unter ihnen auch Schrader, allerdings erst am 19. April aus der Haft entlassen wurden. Eine Wiederbewaffnung des Stahlhelms oder dessen Rehabilitation waren nicht Thema der Gespräche. Als Stahlhelm-Mitglieder galten fortan nur noch jene, die vor dem 6. März 1933 in den Verband aufgenommen worden waren. Am Morgen nach dem „Putsch“ befasste sich auch die Reichsregierung in einer Kabinettssitzung mit den Vorfällen und erklärte sie angesichts des von Seldte und Klagges gemeinsam verfassten Kommuniqués für erledigt. Seldte sowie der DNVP-Vorsitzende Alfred Hugenberg distanzierten sich von den Ereignissen. Seldte warf den Braunschweiger Stahlhelm-Führern fehlerhaftes und bedenkliches Handeln vor. Seldtes Verhalten in der Angelegenheit sowie sein nur wenig später im April 1933 erfolgter Eintritt in die NSDAP führten schließlich zum Bruch mit Duesterberg.

### Gespräch Duesterberg – Hitler

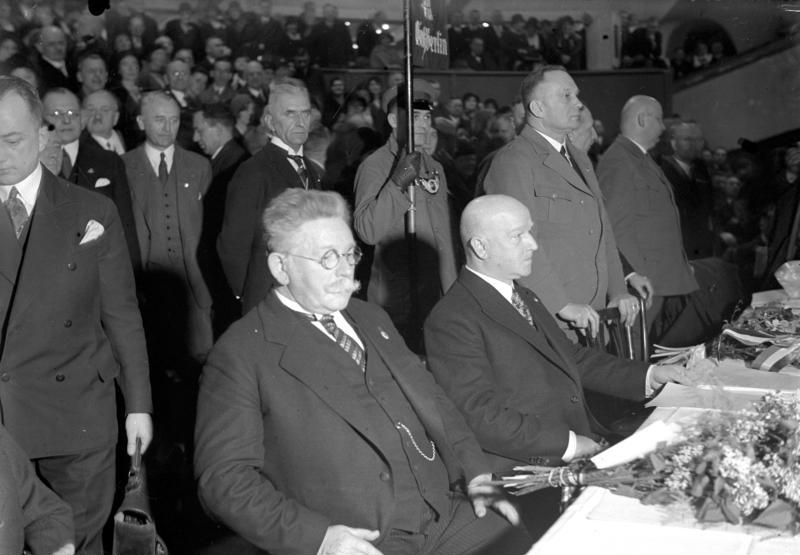
Hugenberg (links) und Duesterberg (rechts) im März 1932 bei einer Wahlveranstaltung der DNVP im Sportpalast anlässlich der Reichspräsidentenwahl

Duesterberg, an den Schraders Brief gerichtet war, traf wenig später Hitler auf einem Empfang bei Franz von Papen im Reichspräsidentenpalais und sprach ihn auf die Ereignisse in Braunschweig an, wobei er – so berichtet Duesterberg in seinen 1949 veröffentlichten Memoiren „Der Stahlhelm und Hitler“ – Klagges’ (brutales) Vorgehen mit den Worten kritisiert haben will: „Klagges treibt die Sache in Braunschweig doch zu weit!“, worauf ihm Hitler „voller Haß“ entgegnet haben soll: „Sie haben erst Ihrem Führer Schrader den Befehl zum Putsch erteilt. Sie tragen also die Schuld.“

### Folgen für den Stahlhelm in Braunschweig und im Reich
Die Stahlhelm-Bundesführung tauschte die Landesführung des Braunschweiger Stahlhelms aus. Zunächst wurde der Landesverband Braunschweig dem Landesführer Hannover, Generalleutnant von Henning, unterstellt. Es fanden Verhandlungen zwischen der braunschweigischen Landesregierung und der Reichsregierung statt, wozu eigens ein gesondertes Sekretariat beim Stahlhelm unter Vorsitz des Berliner Landesführers von Stephani eingerichtet wurde. Wiederum wenige Tage später ernannte die Bundesführung General von Hammerstein zum neuen braunschweigischen Landesführer. Dieser gab jedoch – zur Überraschung Seldtes und der braunschweigischen NSDAP – eine Ehrenerklärung für Schrader und den Braunschweiger Stahlhelm insgesamt ab, indem er sagte, sie seien „vollkommen schuldlos in die Sache hineingeraten“, was wiederum zu weiteren Spannungen zwischen Stahlhelm und NSDAP führte.
Gegen Werner Schrader, dem zwischenzeitlich die Lehrbefugnis entzogen worden war, und einige andere beteiligte Führungspersonen wurden Verfahren vor dem Sondergericht Braunschweig eingeleitet: Der zuständige Staatsanwalt behauptete, die Angeklagten hätten das Ziel verfolgt, Klagges zu stürzen und durch Schrader zu ersetzen. Das Verfahren wurde jedoch am 20. Juni 1933 auf Grundlage eines Gesetzes vom 12. Juni 1933 eingestellt: „Zu dem Zwecke, die Herstellung der Volksgemeinschaft weiter zu fördern, wird Straffreiheit gewährt hinsichtlich solcher Straftaten, die anläßlich der Vorgänge in der Ortskrankenkasse Braunschweig vom 27.3.1933 begangen sind.“
Angesichts der Braunschweiger Vorfälle hatte Seldte Duesterberg in einem Schreiben vom 31. März zum Rücktritt aufgefordert, zog jedoch sowohl das Schreiben als auch die darin enthaltene Forderung bereits am folgenden Tag zurück. 1934 erfolgte die „freiwillige“ Gleichschaltung des Stahlhelms und 1935 seine offizielle Auflösung.

## Erste Dokumentation der Ereignisse

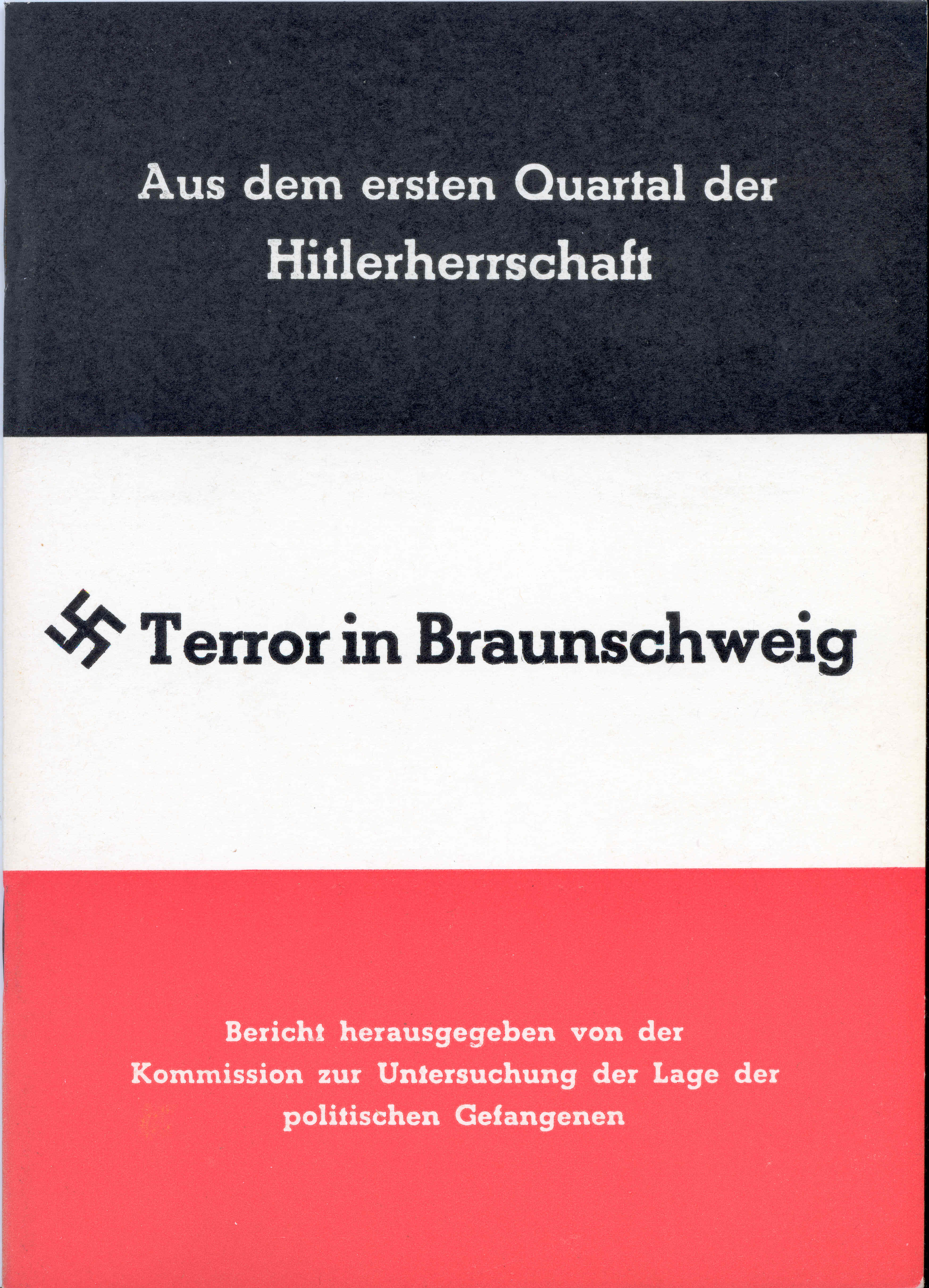
„Terror in Braunschweig“, kurz nach den Ereignissen 1933 veröffentlicht

Hans Reinowski, bis zu seiner Flucht aus Deutschland 1933 in der Braunschweiger SPD als Bezirkssekretär tätig, verfasste kurz darauf den Bericht „Terror in Braunschweig. Aus dem ersten Quartal der Hitlerherrschaft“. Diese Darstellung, die gleichzeitig in Deutsch, Englisch und Französisch veröffentlicht wurde, zählt zu den frühesten Dokumentationen nationalsozialistischer Gräueltaten in Braunschweig. Reinowski schildert in der 30-seitigen Broschüre die Repressalien des NS-Regimes gegenüber politisch Andersdenkenden in Stadt und Land Braunschweig. Seine Dokumentation enthält unter anderem erste Informationen über den Stahlhelm-Putsch, die Ermordung des SPD-Politikers Matthias Theisen, die Besetzung des Volksfreund-Hauses sowie über die erst kurz vor Drucklegung der Broschüre begangenen Rieseberg-Morde an elf Mitgliedern der KPD.
Die Deutsche Tageszeitung brachte am 28. März 1934 fast als einziges Blatt einen Leitartikel über den sogenannten Stahlhelm-Putsch. Darin wurde das Ereignis und dessen außenpolitische Bedeutung nachdrücklich hervorgehoben, was im erheblichen Kontrast zur NS-Presse stand. Zum 30. April 1934 wurde die Zeitung eingestellt.